# McMahon (Familienname)
McMahon, MacMahon, Mac-Mahon oder M’Mahon ist ein vorwiegend im englischsprachigen Raum verbreiteter Familienname. Er stammt von dem gälischen Ausdruck Mac Mathghamhna, „Sohn des Bären“.

## Namensträger

### A
- Aline MacMahon (1899–1991), US-amerikanische Schauspielerin
- Andrew McMahon (* 1982), US-amerikanischer Liedermacher
- Angie McMahon australische Singer-Songwriterin und Musikerin
- Aodh Óg Mac Mathúna (Hugh Oge MacMahon; 1606–1644), irischer Aufständischer
- April McMahon (* 1964), schottische Sprachwissenschaftlerin
- Arthur W. MacMahon (1890–1980), US-amerikanischer  Politikwissenschaftler und Hochschullehrer
- Arthur McMahon (Sportschütze) (1921–1990), irischer Sportschütze
- Arthur Henry McMahon (1862–1949), britischer Soldat, Diplomat und Hochkommissar für Ägypten; siehe Henry McMahon

### B
- Bernard M’Mahon (1775?–1816), irisch-US-amerikanischer Gärtner und Botaniker
- Brent McMahon (* 1980), kanadischer Triathlet
- Brian MacMahon (1923–2007), britisch-amerikanischer Epidemiologe
- Brian McMahon (* 1961), kanadischer Ruderer
- Brien McMahon (1903–1952), US-amerikanischer Politiker
- Brigitte McMahon (* 1967), Schweizer Triathletin
- Bryan Michael MacMahon (1909–1998), irischer Autor

### C
- Charlie McMahon (* 1951), australischer Musiker
- Collin McMahon (* 1968), US-amerikanischer Autor, Drehbuchautor und Übersetzer

### D
- Doug McMahon (1917–1997), kanadischer Fußballspieler

### E
- Éabha McMahon (* 1990), irische Sängerin
- Ed McMahon (1923–2009), US-amerikanischer Entertainer
- Éimhear Mac Mathúna (Heber MacMahon; 1600–1650), irischer Heerführer und Geistlicher, Bischof von Clogher
- Elizabeth McMahon (* 1993), US-amerikanische Volleyballspielerin
- Emmanuel de Mac Mahon (1859–1930), französischer General

### F
- Franklin McMahon (1921–2012), US-amerikanischer Künstler und Reporter

### G
- Gregory McMahon (1915–1989), US-amerikanischer Offizier und Politiker

### H
- Henry McMahon (1862–1949), britischer Soldat und Diplomat
- Horace McMahon (1906–1971), US-amerikanischer Schauspieler
- Howard Oldford McMahon (1914–1990), US-amerikanischer Chemiker

### J
- James McMahon (* 1980), britischer Politiker der Arbeitspartei
- Jenna McMahon († 2015), US-amerikanische Fernsehautorin
- Jennifer McMahon (* 1968), Thriller-Autorin
- Jim McMahon (* 1959), US-amerikanischer American-Football-Spieler
- John McMahon (Schauspieler), Schauspieler
- John McMahon (Fußballfunktionär) (um 1920–2006), kanadischer Fußballfunktionär
- John McMahon (Fußballspieler) (* 1949), englischer Fußballspieler
- John A. McMahon (1833–1923), US-amerikanischer Politiker
- John Joseph McMahon (1875–1932), US-amerikanischer Geistlicher, Bischof von Trenton
- Julian McMahon (1968–2025), australischer Schauspieler

### L
- Larry McMahon (1929–2006), irischer Politiker
- Lawrence Stephen McMahon (1835–1893), kanadisch-US-amerikanischer Geistlicher, Bischof von Hartford
- Linda McMahon (* 1948), US-amerikanische Unternehmerin und Politikerin

### M
- Malcolm McMahon (* 1949), britischer Theologe und Geistlicher, Bischof von Nottingham
- Michael McMahon (Rugbyspieler) (1889–1961), australischer Rugbyspieler
- Michael McMahon (Politiker, 1957) (* 1957), US-amerikanischer Politiker
- Michael McMahon (Politiker, 1961) (* 1961), schottischer Politiker
- Michael McMahon (Produzent), australischer Film- und Fernsehproduzent
- Michael McMahon (Footballspieler) (* 1979), US-amerikanischer American-Football-Spieler
- Mike McMahon senior (Michael Clarence McMahon senior; 1915–1974), kanadischer Eishockeyspieler
- Mike McMahon junior (Michael William McMahon junior; 1941–2013), kanadischer Eishockeyspieler
- Mike McMahon (Mediziner), britischer Mediziner

### P
- Paddy McMahon (1933–2021), britischer Springreiter, Europameister 1973
- Patrice de Mac-Mahon (1808–1893), französischer General und Staatsmann, Präsident 1873 bis 1879
- Patrick McMahon, US-amerikanischer Filmeditor
- Percy Alexander MacMahon (1854–1929), britischer Mathematiker

### R
- Ronnie McMahon (1942–2010), irischer Vielseitigkeitsreiter

### S
- Sadie McMahon (1867–1954), US-amerikanischer Baseballspieler
- Sean McMahon (* 1994), australischer Rugby-Union-Spieler
- Shane McMahon (Koch) (* 1970), irischer Koch
- Shane McMahon (Wrestler) (* 1970), US-amerikanischer Wrestler und Unternehmer
- Siobhan McMahon (* 1984), schottische Politikerin
- Sophie MacMahon (* 1997), irische Cricketspielerin
- Stephanie McMahon (* 1976), US-amerikanische Wrestlerin
- Stephen McMahon (Basketballtrainer), US-amerikanischer Basketballtrainer und -spieler
- Steve McMahon (* 1961), englischer Fußballspieler und -trainer
- Steve McMahon junior (* 1984), englischer Fußballspieler

### T
- Timothy J. McMahon (* um 1949), pensionierter Generalmajor der US Air Force
- Thomas McMahon (Bischof) (* 1936), römisch-katholischer Bischof
- Thomas A. McMahon (1943–1999), US-amerikanischer Schriftsteller und Wissenschaftler
- Tony MacMahon (1939–2021), irischer Akkordeonist und Fernsehmoderator

### V
- Vince McMahon (* 1945), US-amerikanischer Wrestling-Promoter
- Vincent J. McMahon (1914–1984), US-amerikanischer Wrestling-Promoter

### W
- William McMahon (1908–1988), australischer Politiker
- William MacMahon Ball (1901–1986), australischer Diplomat
- William C. McMahon (1895–1990), US-amerikanischer Generalmajor